# Leptogorgia varians
Leptogorgia varians is een zachte koraalsoort uit de familie Gorgoniidae. De koraalsoort komt uit het geslacht Leptogorgia. Leptogorgia varians werd in 1886 voor het eerst wetenschappelijk beschreven door Koch. 